# ピクル
『ピクル』は板垣恵介による日本の漫画作品、および同作の主人公の名前。2007年35号より42号まで『週刊少年チャンピオン』（秋田書店）で全7話を短期集中連載。

## 概要
1億9000万年前の地層（岩塩層）から、塩漬けのティラノサウルスが発見された。そしてその隣には、ティラノサウルスと闘う人類の男の姿が。科学者達は、彼をピクル（塩漬け）と命名し、蘇生を試みる。しかし、復活したピクルは想像を絶する戦闘能力を有していた。
作者の板垣が『グラップラー刃牙』シリーズ第3作『範馬刃牙』の連載を中断して開始した短期連載作品。最終話にて同シリーズのと世界設定が共通する番外編であることが判明する。本作連載終了後に再開した『範馬刃牙』にもピクルが登場し、作中で大きく取り上げている。
なお作中にて幾度か設定の変更が見られる。初期にて、ピクルがティラノサウルスと戦った年代はジュラ紀、1億9000万年前と語られたが、後の『範馬刃牙』81話にて、一連の事件は巨大隕石の衝突があった時期（K-T境界）であるとされた。同時に、ピクルが活動停止に至った理由も（岩塩だけでなく）、衝突がもたらした寒冷化によるものと説明。以降、一貫してピクルの活動年代は白亜紀と明言されている。
2023年7月には『範馬刃牙』の一部としてテレビアニメ化されている。

## 登場人物
担当声優はテレビアニメ『範馬刃牙』での配役。
ピクル
声 - 草尾毅
本名不明。推定身長2mを越す色黒の巨漢。1億9000万年前の岩塩層に埋まっていたため、研究員からピクル（塩漬け）と命名される。胃の内容物や行動からティラノサウルスを捕食していたと推察されている。銃弾をも通さない強靭な肉体と強大な戦闘能力を持ち、警官隊・軍隊・M.P.B.Mを圧倒し、範馬勇次郎に匹敵する力を持つ。
蘇生作業中、一向に起きる事は無かったが、ティラノサウルスの肉を焼く際の匂いで目覚めた。
ティラノサウルス
ピクルと同時に発掘された恐竜。ピクルの飛び蹴りで悶絶（絶命？）した状態で見つかっており、両者の力関係を示唆。『範馬刃牙』では損傷が激しく蘇生は実現しなかったと伝えられている。
アルバート・ペイン
声 - 飛田展男
ノーベル賞受賞経験もある老博士。ピクル研究計画の責任者。考古学、古生物学に与える影響を危惧し、ピクルの存在を公表しようとしない。ピクルの戦闘能力を恐れているが、同時に人類の宝であるとして保護を主張する。
アレン
声 - 羽多野渉
ピクル研究計画の一員。2億5000万年前の岩塩から微生物を蘇生させた例を挙げ、ピクル蘇生を提案。蘇生作業中にティラノサウルスから肉を切り出してステーキ（200g相当）を焼く。結果的にはそのことがピクル蘇生の引き金となった。
M.P.B.M
米軍の開発したパワードスーツ。回転する二本のアームを備える。習熟には年単位の訓練を要するが、使いこなせれば軍用車両の破壊から編み物まで幅広い作業が可能。実戦テストとしてピクル捕縛に出動するも、ピクルの強大な戦闘能力に全く歯が立たなかった。
キャプテン・ストライダム
声 - 土師孝也
詳細はバキシリーズの登場人物を参照のこと。
本作にはピクル捕獲に当たる米軍の指揮官として登場。ピクルと『グラップラー刃牙』シリーズの橋渡しとなる。

## 単行本
『範馬刃牙』の番外編、（タイトルは『範馬刃牙10.5 外伝 ピクル』）として発売されている。
- ISBN：ISBN 978-4253209823
- 発売日：2008年1月8日